# Rogeria creightoni
Rogeria creightoni is een mierensoort uit de onderfamilie van de Myrmicinae. De wetenschappelijke naam van de soort is voor het eerst geldig gepubliceerd in 1973 door Snelling, R.R..